# Lucius Licinius Murena
Lucius Licinius Murena – rzymski dowódca i pretor prawdopodobnie z roku 87 przed n.e. Potomek plebejskiej rodziny z Lanuwium, przedstawiciel rodu Licyniuszy (gens Licinia). Brał udział u boku Sulli w pierwszej wojnie Rzymian z królem Pontu, Mitrydatesem. Po ukończeniu pierwszej wojny, został pozostawiony przez Sullę jako legat do uporządkowania spraw w Azji. Był ojcem konsula z roku 62 przed n.e. o tym samym nazwisku.

## Konflikt z Mitrydatesem
Ponieważ Sulla nie zdążył spisać układu z Mitrydatesem, rzymski legat nie uznał jego ważności i najechał na osady będące pod panowaniem króla Pontu. Pod wpływem własnych ambicji rozpętał awanturniczą wojnę (tzw. drugą wojnę z Mitrydatesem), która szybko się zaczęła i jeszcze szybciej zakończyła. Mitrydates po skargach do rzymskiego senatu wystąpił ze swoim wojskiem przeciwko Murenie. W pierwszej bitwie rozgromił wojsko rzymskiego legata, który ratował się ucieczką do Frygii. Po kolejnym ataku Mitrydatesa, Murena uciekł do Kapadocji, gdzie stacjonował na zimowych leżach. Tam też poniósł klęskę nad rzeką Halys. Sulla wysłał do niego Aulusa Gabiniusza, który miał powtórzyć poprzednie zlecenie, by nie walczyć z Mitrydatesem. W ten sposób doszło do zakończenia drugiej wojny między Rzymianami a Mitrydatesem. 
Cyceron w swej mowie obronnej wychwalał cały ród Licyniuszy: dziadek i ojciec Mureny byli pretorami, sam Murena odbył z pełnymi honorami triumf, natomiast jego syn, Licyniusz, skończył służbę wojskową wraz ze zwycięstwem i triumfem ojca i w ten sposób mógł ubiegać się o konsulat. W swej Mowie Cyceron wspomina jeszcze jednego syna Mureny, Gajusza Murenę.